# Memorial Ucraniano
O Memorial Ucraniano é uma atração turística localizada no Parque Tingüi, em Curitiba, no Paraná, e foi erigido em homenagem aos imigrantes ucranianos que vieram para esta região do Brasil no século XIX.

## Construções típicas

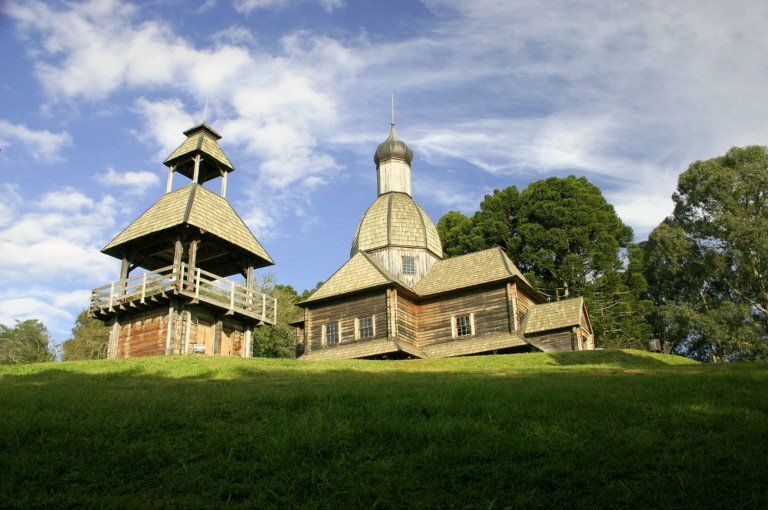
Réplica da igreja de São Miguel da Serra do Tigre (Mallet/Paraná).

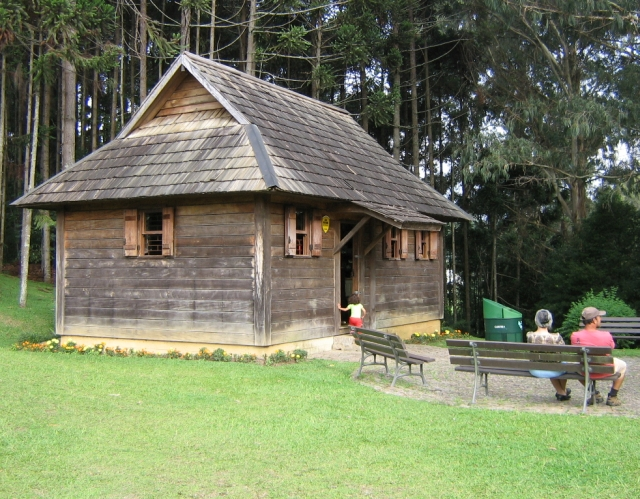
Reconstrução de casa típica de imigrantes da Ucrânia no Brasil.

Inaugurado em 1995, foram construídas no local algumas réplicas de edificações que mostram o estilo típico da arquitetura dos imigrantes. A principal atração é uma réplica da mais antiga igreja ucraniana do Brasil, a de São Miguel da Serra do Tigre, construída em madeira no estilo bizantino, situada no município de Mallet, no interior do Paraná.
Ao lado da capela há um campanário, simbolizando a integração dos povos com as terras brasileiras, bem como a importância da religião como mantenedora da unidade cultural. Também na área externa do memorial há uma escultura de uma pêssanka gigante, de autoria do artista Jorge Seratiuk. Há ainda no memorial um espaço para uma exposição permanente de artesanatos, como as pêssankas, ícones (icons), pinturas e outros objetos relacionados aos imigrantes, podendo ser visitada gratuitamente.

## Festividades

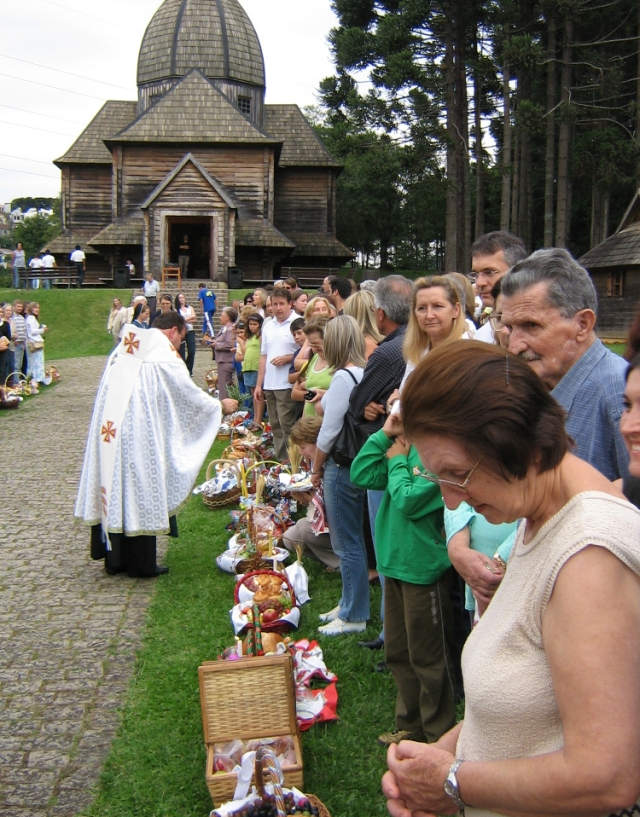
Cerimônia de benção dos alimentos na véspera da Páscoa de 2006.

O memorial recebe diversas festas típicas durante diferentes épocas do ano. A mais conhecida é a festividade pascal, onde na véspera da Páscoa, no sábado de aleluia, acontece no local a tradicional cerimônia de benção dos alimentos. Acontecem ainda a Festa Nacional da Ucrânia, em agosto, a Festa da Colheita, em outubro, e a Festa de São Nicolau, em novembro, além de outros eventos com apresentação de grupos folclóricos.